# Коренной (посёлок)
Коренно́й — посёлок в Целинском районе Ростовской области.
Входит в состав Новоцелинского сельского поселения.

## История
В 1987 году указом ПВС РСФСР поселку четвёртого отделения Целинского зерносовхоза присвоено наименование Коренной.

## Население
| 2010 |
| ---- |
| 203  |

## Улицы
В поселке имеется одна улица — Абрикосовая.